# یواس‌اس هراکلس (ای‌کی-۴۱)
یواس‌اس هراکلس (ای‌کی-۴۱) (به انگلیسی: USS Hercules (AK-41)) یک کشتی بود که طول آن ۴۷۳ فوت ۱ اینچ (۱۴۴٫۲۰ متر) بود. این کشتی در سال ۱۹۳۹ ساخته شد.